# Faune aux enfants
Le Faune aux enfants est une statue de Yvonne Serruys datée de 1911.

## Localisation
La statue est située Place Jan-Karski, sur le trottoir de la rue Louis-Blanc surplombant les voies de chemin de fer de la gare de Paris-Est. Elle est adossée au mur du lycée Colbert, et entourée d'un jardinet.

## Description
La statue représente un faune assis, jouant avec trois enfants. Un enfant est assis sur la cuisse gauche du faune, un enfant est agenouillé au sol à droite du faune, un troisième, dans le dos du faune, lui pose les mains sur le visage (front et joue).

## Histoire
La statue est datée de 1911, elle a été exposée au Salon de la Société nationale des beaux-arts de 1911.